# Landeskrankenhaus Hohenems

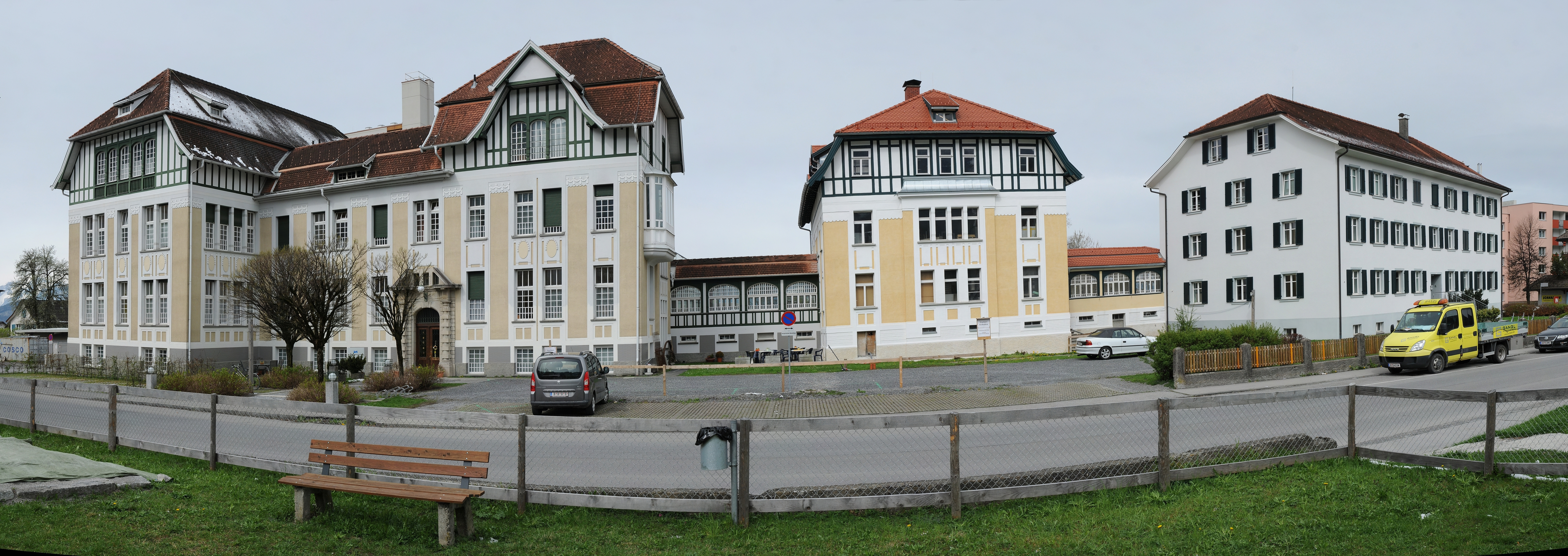
Das alte Kaiserin-Elisabeth-Krankenhaus (2012)

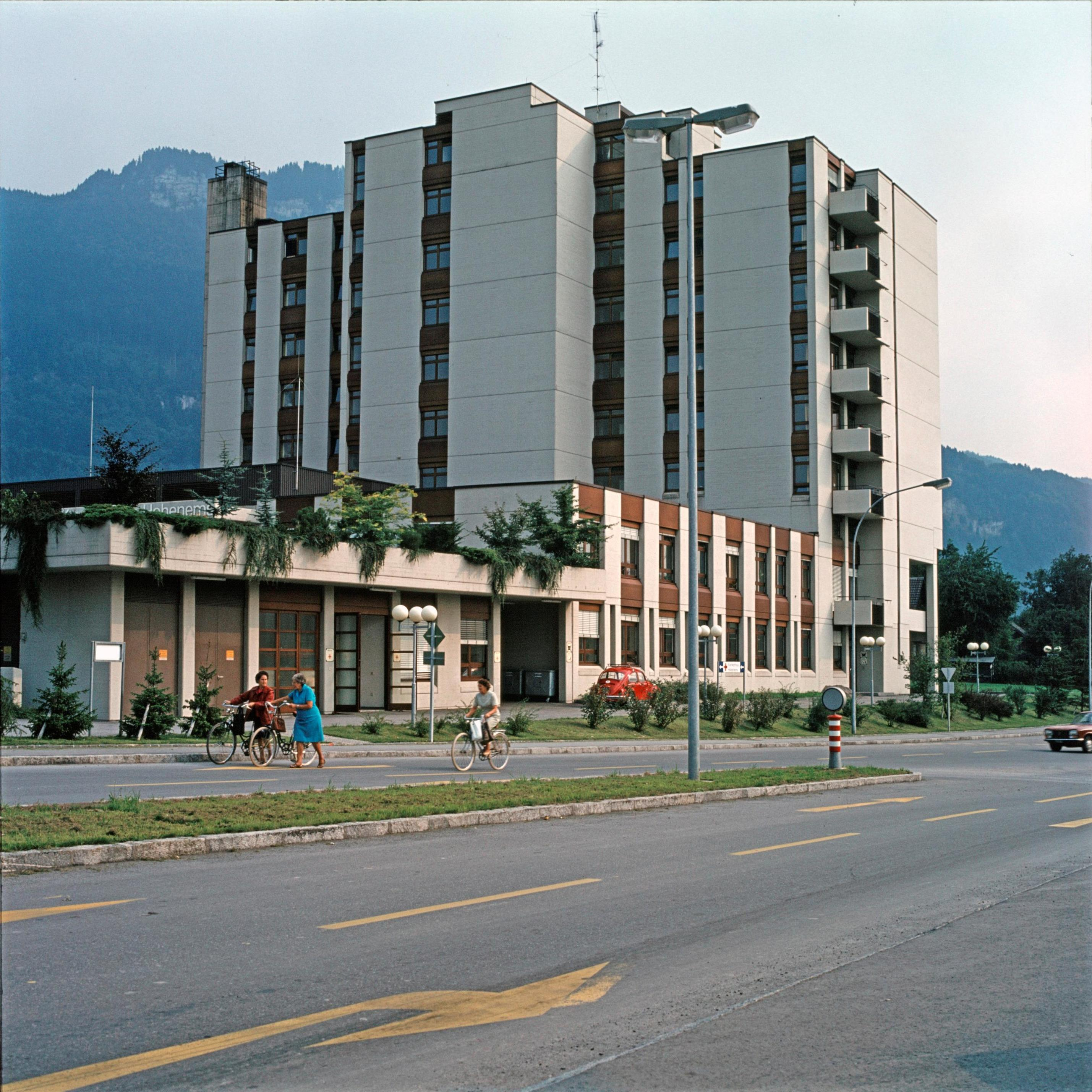
Neues Landeskrankenhaus kurz nach der Fertigstellung (1976)

Das Landeskrankenhaus Hohenems ist ein Krankenhaus in der österreichischen Stadt Hohenems in Vorarlberg. Der Neubau wurde 1974 eröffnet.

## Altes Krankenhaus
Das heute unter Denkmalschutz stehende Alte Krankenhaus mit der ehemaligen Bezeichnung Kaiserin-Elisabeth-Krankenhaus wurde hauptsächlich über Spenden finanziert und von 1906 bis 1908 nach Plänen des Architekten Hanns Kornberger unter Verwendung von Architekturelementen von Jugendstil und Traditionalismus errichtet. Nach einer Zeit des Leerstands wurden die Gebäude einer Nutzung als Palliativstation zugeführt.

## Neues Krankenhaus
Das Neue Krankenhaus wurde bis 1974 unmittelbar neben dem Alten Krankenhaus errichtet.
Medizinische Abteilungen
- Anästhesie
- Interne Medizin und Intensivmedizin
- Pulmologie
- Tageschirurgie
- Fachschwerpunkt für konservative Orthopädie
- Department für Psychosomatische Medizin

Konsiliarfächer
- Radiologie
- Orthopädie
- Augen
- HNO
- Dermatologie
- Neurologie/Psychiatrie

Sonstige Einrichtungen
- Operationssaal
- Palliativstation

Im Zuge der Ausbreitung der Coronavirus-Pandemie 2020 lag der Schwerpunkt für die Versorgung von Corona-Patienten in Vorarlberg in den Krankenhäusern Hohenems und Bludenz.